# 취희왕
취희왕(吹希王, ? ~ 451년 2월 3일) 혹은 김희왕(金喜王), 질가왕(叱嘉王), 취지왕(吹知王)은 가야의 군주로, 금관가야의 제 7대 국왕(재위: 421년 5월 12일 ~ 451년 2월 3일)이다. 시호는 혜왕(惠王)이다.
아버지는 좌지왕(坐知王)이며, 어머니는 대아간(大阿干) 도녕(道寧)의 딸 복수(福壽)이다. 비는 각간(角干) 진사(進思)의 딸 인덕(仁德)이다. 질지왕(銍知王)의 아버지이다. 451년 2월 3일에 죽었다.

## 가계
- 부왕 : 좌지왕(坐知王, ? ~421 재위:407~421)
- 모후 : 복수부인(福壽夫人) 대아간 도령(道寧)의 딸
  - 국왕 : 취희왕(吹希王, ? ~451, 재위:421~451)
  - 왕비 : 인덕부인(仁德夫人) 각간 진사(進思)의 딸, 슬하에 5남
    - 장남 : 질지왕(銍知王, ? ~491, 재위:451~491)
    - 며느리 : 방원부인(邦媛夫人) 사간 김상(金相)의 딸

| 전 임 좌지왕 | 제7대 가락국의 국왕 421년 5월 13일 ~ 451년 2월 3일 | 후 임 질지왕 |

## 같이 보기
- 한국의 역사
- 가야
- 삼국 시대